# Іліково (Мішкинський район)
Ілі́ково (рос. Иликово, башк. Илек) — присілок у складі Мішкинського району Башкортостану, Росія. Входить до складу Баймурзинської сільської ради.
Населення — 156 осіб (2010; 210 у 2002).
Національний склад:
- марійці — 99 %